# Herb Saratowa

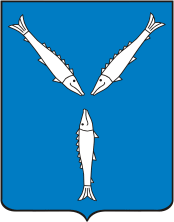
Herb Saratowa.

Herb Saratowa (ros: Герб Саратова) – jest oficjalnym symbolem rosyjskiego miasta Saratów, przyjętym w obecnej formie 18 listopada 1997 roku przez radę miasta.

## Opis i symbolika
Na francuskiej tarczy herbowej barwy błękitnej, wpisane trzy srebrne ryby zwrócone głowami do środka tarczy. Jedna znajduje się w dolnej, środkowej części, dwie pozostałe odchodzącą od górnych narożników tarczy. Wszystkie trzy ryby umiejscowione są w taki sposób, że niemal stykają się pyskami. Dolny zwrócony jest grzbietem w prawą stronę heraldyczną (lewą z perspektywy obserwatora).
Ryby znajdujące się na herbie to jesiotry, które obficie zamieszkują wody rzeki Wołgi, która przepływa przez Saratów. Błękit tarczy symbolizować ma także zasoby wodne oraz piękno Wołgi oraz jej dopływów. Ryby tworzą razem literę alfabetu greckiego - ipsylon. W tym przypadku litera ta ma symbolizować rozdroża dróg, przy których znajduje się miasto, oraz możliwość wyboru dobrej drogi życiowej. Ryby mają być także nawiązaniem do trzech monasterów prawosławnych, które w czasach powstania herbu (XVIII wiek) istniały w Saratowie i które przyczyniły się do jego rozwoju. W tym kontekście, ryba jako starożytny symbol chrześcijański, ma podkreślać przywiązanie miasta do dawnej tradycji. Rybołówstwo było też od wieków głównym zajęciem mieszkańców Saratowa, na którym oparta była gospodarka miejska - stąd obecność ryb jako ważnego symbolu w herbie.

## Historia
Jesiotry w herbie Saratowa pojawiły się za czasów panowania Piotra I Wielkiego, a w 1780 r. trafiły na flagę guberni saratowskiej oraz na jej herb. Za panowania Katarzyny II, w czasie akcji nadawania miastom rosyjskim herbów, zatwierdzony został także herb Saratowa. Stało się to 23 sierpnia 1781 roku. Herb ten w zasadzie niczym się nie różnił od obecnego, jedynie jesiotry przedstawione były w ciemniejszych barwach oraz w delikatnie innej stylizacji. Herb ten miał przetrwać aż do przewrotu bolszewickiego w 1917 r., gdy został zarzucony na rzecz symboliki związanej z nowym systemem. W czasach sowieckich pojawiały się pomysły by stworzyć nowy emblemat miasta, mający oddawać jego komunistycznego ducha, ale do realizacji tych projektów nie doszło. Wraz z rozpadem Związku Radzieckiego i przemianach jakie dokonywały się w Rosji powrócono do pomysły stworzenia herbu. 18 listopada 1997 r. Saratowska Rada Miejska zadecydowała o ustanowieniu nowego herbu dla miasta (ustawa nr. 13-108). Według tej ustawy herb Saratowa musi znajdować się w pomieszczeniach rady miejskiej oraz administracji saratowskiej. Powinien on być także umieszczonym na szablonach oficjalnych dokumentów wytwarzanych przez miejskie urzędy, w oficjalnych biuletynach oraz czasopismach saratowskich oraz na samochodach należących do miasta. Miasto Saratów pozostaje właścicielem praw do wyobrażenia herbu i bez zgody zabrania jego wykorzystywania w celach komercyjnych. Według zamysłu jego twórców ma on symbolizować bogatą historię miasta, jego dawne tradycje i świetność, które przetrwały do obecnych czasów i są pielęgnowane przez kolejne pokolenia. Herb ten otrzymał numer 212 w Państwowym heraldycznym rejestrze Federacji Rosyjskiej.